# Ньоколо-Коба (река)
Ньоколо-Коба (фр. Niokolo Koba) — река на юго-востоке Сенегала. Приток реки Гамбия, впадающей в Атлантический океан. Начинается в Национальном парке Ньоколо-Коба, которому дала название.

## География
Длина реки — 247 км. Площадь водосборного бассейна — 4732 км². Так же как река Кулунту, Ньоколо-Коба берёт начало в Национальном парке Ньоколо-Коба. Является правым притоком Гамбии. Расположена на юго-востоке Сенегала, среднее и нижнее течение реки служат границей между сенегальскими областями Тамбакунда на севере и Кедугу на юге. Долина реки практически на всём протяжении окружена лесами, вплотную приступающими к берегам. Высота устья — 230 м над уровнем моря.

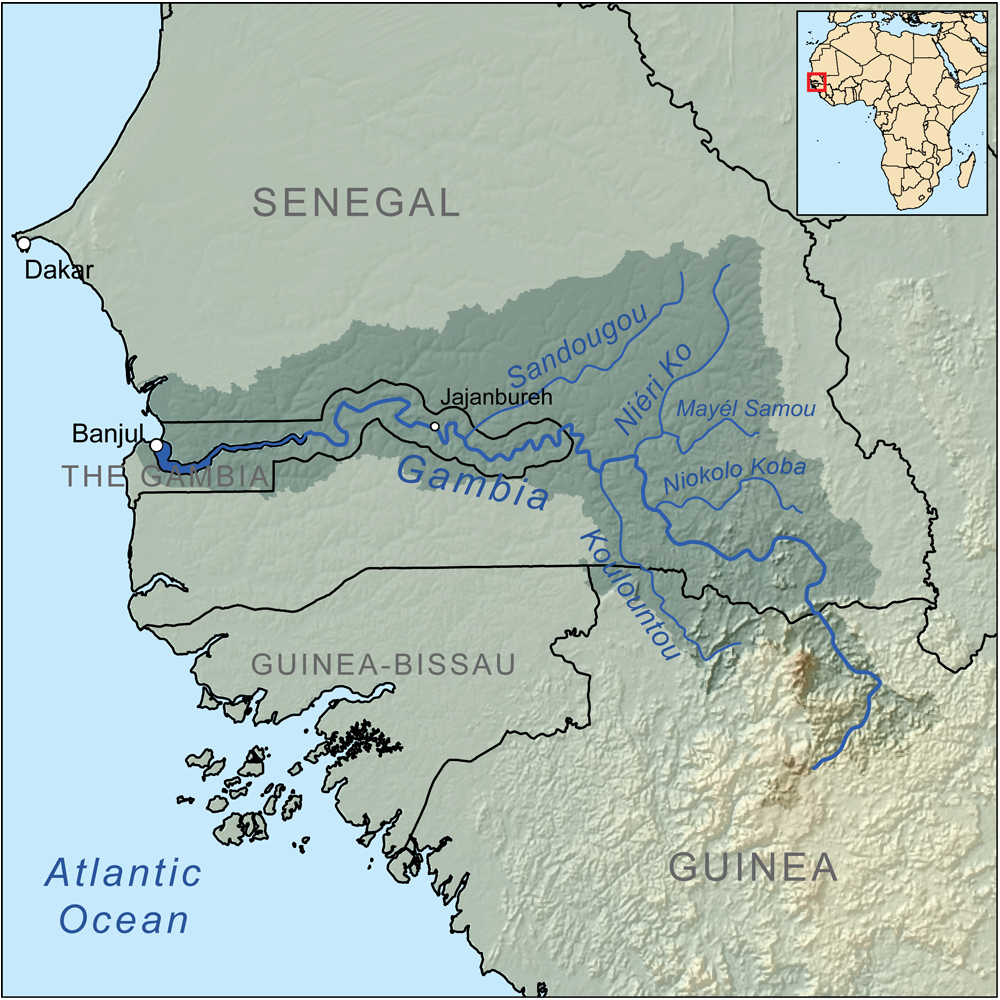
Бассейн Гамбии и Ньоколо-Коба.

На севере Кедугу река протекает по самой высокой местности Сенегала, включая гору Самбайю (395 м), самую высокую в радиусе около 45 км. Исходная река с самым длинным тальвегом берёт своё начало в 4 км к юго-востоку от Самбайи и в 3,5 км к северо-востоку от деревни Бамбарая. Источник расположен на лесистых холмах на высоте около 250 м над уровнем моря. Река сначала следует на 23 километра в общем направлении юго-юго-запад, а затем принимает левый приток длиной около 21 км, который тоже рассматривается источником.
Затем долина Ньоколо-Коба проходит на запад и достигает восточной границы Национального парка на 58-м километре. Начиная с 89-го километра извилистые очертания Ньоколо-Коба служат границей между Кедугу и Тамбакунда. На 141-м км её пересекает Национальная автодорога № 7, здесь расположен 70-метровый мост через русло реки. Впадает на 247-м км как правый приток в среднее течение Гамбии. В устье русло Ньоколо-Коба — около 10 м в ширину.